# أسيبوتولول
أسيبوتولول (بالإنجليزية: acebutolol) حاصر بيتا لعلاج ارتفاع ضغط الدم وعدم انتظام ضربات القلب.

## الاستطباب
ارتفاع ضغط الدم.
عدم انتظام ضربات القلب البطيني والأذيني.
احتشاء عضلة القلب الحاد في المرضى ذات الخطورة العالية.
متلازمة سميث Magenis.

## مضادات الاستطباب
الذبحة الصدرية المستقرة أو غير المستقرة.

## الحركية الدوائية
- الاستقلاب: كبدي.
- يمتص جيدا من الجهاز الهضمي.
- التوافر البيولوجي فقط من 35٪ إلى 50٪.
- يصل إلى ذروة مستويات البلازما في حدود 2 إلى 2.5 ساعة بعد الجرعة الفموية.
- العمر النصفي: من 3 إلى 4 ساعات.

## المشاركة الدوائية
أسيبوتولول مناسب لعلاج ارتفاع الضغط الدموي بالمشاركة مع مدرات البول.
- ثبت أن أسيبوتولول وحده غير كافي.

## الجرعة
- الجرعة اليومية: 200 mg - 1,200 mg في جرعة واحدة أو مقسمة على جرعتين وفقا لما تمليه شدة الحالة المراد علاجها.
- ينبغي الشروع في العلاج بجرعات منخفضة.
- يجب زيادة الجرعة بحذر وفقا لاستجابة المريض.
- في بعض البلدان يوجد على شكل حقن I.V 25 mg، ولكن هذه ليست سوى لحالات الطوارئ تحت المراقبة السريرية الصارمة.
- الجرعة الأولى هي 12.5 إلى 25 mg، ولكن يمكن زيادة جرعات إضافية 75 إلى 100 mg، إذا لزم الأمر.
- إذا كان مطلوب مزيد من العلاج، ينبغي أن يكون عن طريق الفم.